# Joe Enochs
Joseph Andrew „Joe“ Enochs (* 1. September 1971 in Petaluma, Kalifornien) ist ein ehemaliger US-amerikanischer Fußballspieler, -trainer und heutiger Funktionär. Er war 21 Jahre lang für den VfL Osnabrück als Spieler und Trainer tätig und absolvierte ein Länderspiel für die USA. Als Cheftrainer war er außerdem für die Vereine FSV Zwickau und SSV Jahn Regensburg tätig.

## Sportliche Laufbahn

### Vereinskarriere
In seiner Jugend spielte Enochs in der Schulmannschaft McDowell Celtic und beim Petaluma Valley Soccer Club. Später bekam er ein Angebot von San Francisco United und spielte mit der Jugendauswahl des Vereins auch Turniere in Europa und Südamerika. 1994 kam Enochs nach Deutschland zum FC St. Pauli. Dort spielte er zwei Jahre bei den Amateuren, in der Spielzeit 1995/96 in der damals drittklassigen Regionalliga.
1996 wechselte der US-Amerikaner zum VfL Osnabrück, bei dem er bis zu seinem Karriereende blieb. Zunächst machte Enochs mit einigen Platzverweisen auf sich aufmerksam. Im Laufe der Zeit wurden seine Leistungen konstanter und er zum unumstrittenen Stammspieler. Durch seinen Einsatzwillen und seine offene Art wurde er bald zu einem Publikumsliebling in Osnabrück. Am 19. Mai 2007 absolvierte Enochs im Ligaspiel gegen Holstein Kiel sein 358. Punktspiel für den VfL und wurde damit zum neuen Rekordspieler des Vereins – er hatte den alten Rekord von Uwe Brunn übertroffen.
Direkt nach dem Zweitliga-Klassenerhalt mit dem VfL Osnabrück verkündete Enochs am 18. Mai 2008 das Ende seiner Karriere als Aktiver.

### Auswahleinsätze
Im Jahre 2001 wurde Enochs für ein Spiel in die Fußballnationalmannschaft der Vereinigten Staaten berufen. Am 7. Juni 2001 hatte er dort in einem Freundschaftsspiel gegen Ecuador seinen einzigen Einsatz. Die Partie in Columbus, Ohio endete torlos.

## Trainer- und Funktionärslaufbahn

### VfL Osnabrück
Im Anschluss an seine Spielerkarriere übernahm Enochs den Trainerposten der zweiten Mannschaft (U 21) des VfL Osnabrück. Am 9. November 2010 erwarb er an der Sportschule Barsinghausen seine Trainer-B-Lizenz.
Am 21. März 2011 wurde Enochs interimsweise Trainer der ersten Mannschaft des VfL. Zuvor waren Cheftrainer Karsten Baumann und Co-Trainer Heiko Nowak aufgrund der sportlichen Situation nach vier Niederlagen in Folge und dem Abrutschen der Mannschaft auf den Relegationsplatz von ihren Tätigkeiten freigestellt worden. Da Enochs allerdings nur die B-Lizenz hatte, durfte er die Mannschaft maximal drei Wochen trainieren. Daher übernahm anschließend Heiko Flottmann den Trainerposten, Enochs agierte fortan bis zum Ende der Saison als Co-Trainer. Anschließend trainierte er die zweite Mannschaft wieder. 2014 erhielt Enochs nach Abschluss des 60. Trainerlehrgangs der Hennes-Weisweiler-Akademie die Fußballlehrer-Lizenz.
Am 1. Juli 2014 übernahm Enochs die U-19-Mannschaft der Osnabrücker. Außerdem wurde er Leiter des VfL-Leistungszentrums für den Nachwuchsbereich. Seit dem 24. August 2015 war Enochs erneut – zunächst als Übergangslösung – Trainer der ersten VfL-Mannschaft, nachdem sich der Verein von Maik Walpurgis getrennt hatte. Er wurde zunächst für die beiden folgenden Punktspiele mit der Betreuung der Mannschaft beauftragt. Nach zwei Siegen erhielt er einen Vertrag als Cheftrainer bis 2017, der Anfang 2017 noch bis 2020 verlängert wurde. Am 4. Oktober 2017 wurde er durch die Geschäftsführung freigestellt, der VfL stand zu diesem Zeitpunkt auf einem Abstiegsplatz. Enochs erklärte danach, auch zukünftig als Trainer im Profifußball arbeiten zu wollen und den VfL nach 21 Jahren als Spieler und Trainer zu verlassen. Er schlug damit ein Angebot des Vereins aus, ihn in anderer Position weiter zu beschäftigen.

### FSV Zwickau
Zur Drittligasaison 2018/19 übernahm Enochs den FSV Zwickau als Cheftrainer und wurde mit der Mannschaft Tabellensiebter. Anfang Februar 2020 wurde sein noch bis zum Frühjahr gültiger Vertrag bis Juni 2022 verlängert. Im Mai 2022 wurde der Kontrakt bis 2023 verlängert. Anfang Februar 2023 trennte sich der Verein von ihm, als die Mannschaft nach dem 21. Spieltag der Saison 2022/23 mit 20 Punkten auf dem 17. Platz stand und einen Punkt Rückstand auf einen Nicht-Abstiegsplatz hatte. Trotz eines unterdurchschnittlichen Mannschaftsetats hatte es Enochs zuvor in insgesamt vier Saisons geschafft, den FSV zum Klassenerhalt in der 3. Liga zu führen; davon war man dreimal in der oberen Tabellenhälfte gelandet.

### SSV Jahn Regensburg
Im Mai 2023 übernahm Enochs die Zweitligamannschaft des SSV Jahn Regensburg als Nachfolger von Mersad Selimbegović. Er unterschrieb einen ligaunabhängigen Vertrag bis zum 30. Juni 2024. Die Regensburger standen drei Spieltage vor dem Ende der Saison 2022/23 auf dem 17. Platz und hatten zwei Punkte Rückstand auf den Relegationsplatz sowie sechs Punkte Rückstand auf den ersten Nicht-Abstiegsplatz.
Nach dem Abstieg in die 3. Liga verließen 22 Spieler den Kader und Enochs musste mit einer runderneuerten Mannschaft in die Saison 2023/24 starten. Am 3. Dezember 2023, dem 17. Spieltag der Drittligasaison 2023/24, stellte Joe Enochs mit dem SSV Jahn Regensburg mit zehn Siegen in Folge den diesbezüglichen Rekord vom Karlsruher SC ein. Aufgrund der guten Bilanz zum Ende der Hinrunde der Saison 2023/24 verlängerten Enochs und der SSV Jahn den Vertrag vorzeitig um zwei Jahre bis zum 30. Juni 2026. Die Jahn-Elf ging unter seiner Führung als Tabellenführer in die Winterpause. In der Relegation gegen Wehen Wiesbaden gelang der direkte Wiederaufstieg in die 2. Liga.
In der Saison 2024/25 wurde Enochs nach einer 3:8-Niederlage am elften Spieltag beim 1. FC Nürnberg mit der Mannschaft auf dem letzten Tabellenplatz stehend entlassen.

### Rückkehr zum VfL
Im Sommer 2025 wurde er Direktor Fußball bei seinem ehemaligen Verein VfL Osnabrück.

## Erfolge und Auszeichnungen

### Als Spieler
- Aufstieg in die 2. Bundesliga: 2000, 2003, 2007
- Niedersachsenpokal: 2005
- Tor des Monats: Im September 2004 wurde sein Tor im DFB-Pokalspiel gegen den FC Bayern München in der ARD-Sportschau zum Tor des Monats gewählt.[21]

### Als Trainer
- Niedersachsenpokal: 2017
- Aufstieg in die 2. Bundesliga: 2024

## Privates
Enochs’ Mutter Beatrice war Lehrerin und sein Vater Mike Spediteur. Seine drei Geschwister spielten in ihrer Jugend ebenfalls Fußball. Enochs ist verheiratet und Vater zweier Töchter. Er hat Kriminalistik an der Sacramento State University studiert.
2008 eröffnete er in der Altstadt Osnabrücks die Joe Enochs Sportsbar.

## Besonderheiten
Die in Deutschland bislang einzigartige Joe-Enochs-Kindertribüne der Bremer Brücke, auf der Kinder unter Aufsicht die Heimspiele des VfL Osnabrück verfolgen können, trägt seinen Namen.
Enochs war einer der wenigen Profifußballer, die ohne einen Berater auskamen. Vertragsverlängerungen wurden manchmal per Handschlag mit VfL-Manager Lothar Gans besiegelt.